# Simona dalla Chiesa
Maria Simona dalla Chiesa, detta semplicemente Simona (Firenze, 23 ottobre 1952), è una politica italiana.

## Biografia
Nasce a Firenze il 23 ottobre 1952, terza figlia del generale dei Carabinieri Carlo Alberto dalla Chiesa e della sua prima moglie Dora Fabbo; è quindi sorella della presentatrice televisiva e politica Rita e del sociologo e politico Nando. 
A 25 anni perde la madre e a 30 il padre, ucciso dalla mafia assieme alla sua seconda moglie Emanuela Setti Carraro.
Nel 1985 è eletta consigliere regionale per il PCI in Calabria, fino al 1990.
Alle elezioni politiche del 1992 viene eletta Deputato alla Camera in Calabria tra le file del PDS, riconfermata alle successive elezioni del 1994 sempre in Calabria, fino al 1996.
Dirigente del PD in provincia di Catanzaro, nel 2009 è eletta nell'Assemblea nazionale del partito.

## Vita privata
A 22 anni sposa a Torino in una caserma dei carabinieri il fidanzato storico conosciuto a Palermo, Carlo Curti, con cui ha avuto una figlia.

## Libri
- Carlo Alberto Dalla Chiesa. Un papà con gli alamari, con Rita e Nando dalla Chiesa, Cinisello Balsamo, San Paolo Edizioni, 2017. ISBN 978-88-922-1083-7